# 한천두 위성공신 교서 및 공신초상
한천두 위성공신 교서 및 공신초상은 대한민국 경기도 고양시 덕양구 행신동 741에 있는 교서와 초상화이다. 2017년 8월 8일 경기도의 유형문화재로 지정되었다.

## 지정 이유
17세기 조선 광해군대 작성된 한천두 공신교서는 제진자(製進者)와 서사자(書寫者)가 기록되어 있으며, 공신초상은 당시 삭훈되어 폐기된 것이 대부분인 실정으로 희소성이 있어 문화재적 가치가 크다.

## 참고 자료
- 한천두 위성공신 교서 및 공신초상 - 국가유산청 국가유산포털